# Jean Loustau
Ne doit pas être confondu avec Jean Loustau, joueur de rugby à XV mort pendant la Première Guerre mondiale.
Pour les articles homonymes, voir Loustau.

a Compétitions nationales et continentales officielles uniquement.

Jean Loustau (parfois orthographié Lousteau), né le 29 avril 1901 à Dax et mort le 25 janvier 1958 dans la même ville, est un joueur français de rugby à XV qui évolue au poste de demi de mêlée.

## Biographie
Jean Loustau est né le 29 avril 1901 à Dax, un an après son frère Marcel,. Ils commencent la pratique du rugby à XV à l'école supérieure de Dax dès la saison 1915-1916, au sein de l'équipe scolaire des Genêts. En 1918, il décroche le 14 avril le titre de champion de France scolaire aux côtés de son frère et de Charles Lacazedieu, aux dépens du lycée de Dijon sur le terrain de Saint-Cloud, ; il évolue alors au poste de demi d'ouverture.
Reconverti ensuite en tant que demi de mêlée, il devient l'une des figures de l'équipe première de l'US Dax, formant une charnière reconnue auprès de Charles Lacazedieu,,,. Il est décrit sur le terrain comme « rageur, agressif, prompt aux cris et aux gestes »
Jean Loustau ne connaît pas de cape officielle avec l'équipe de France, au contraire de son frère Marcel. Il porte néanmoins le maillot national en tant qu'international militaire, entre autres en 1922 et 1923 aux côtés de l'ouvreur dacquois Lacazedieu,. Il est également appelé en match de sélection avec « France B », entre autres le 17 décembre 1922 à Agen, auprès des Dacquois Biraben, Lacazedieu, et en face de son frère Marcel et de Guichemerre,,.
Capitaine de l'équipe, il met un terme à sa carrière de joueur vers la fin des années 1920,. Parmi ses activités extra-sportives, il est correspondant local auprès du quotidien La Dépêche.
Il meurt le 25 janvier 1958 dans sa ville natale.